# Rhopus mymaricoides
Rhopus mymaricoides is een vliesvleugelig insect uit de familie Encyrtidae. De wetenschappelijke naam is voor het eerst geldig gepubliceerd in 1960 door Compere, Subba Rao & Kaur.